# Ancestor Boy
Ancestor Boy – debiutancki album studyjny Lafawndah, wydany 22 marca 2019 roku w Europie wspólnym nakładem wytwórni własnej artystki, Concordia oraz !K7 Records jako CD oraz 18 kwietnia jako płyta winylowa (2EP) w limitowanym nakładzie 200 kopii.

## Album

### Historia i muzyka
W 2018 roku Lafawndah brała udział w licznych muzycznych imprezach, w tym w festiwalu na londyńskim South Bank w grudniu, z udziałem Tirzah i Kelsey Lu. Materiał muzyczny na swój debiutancki album pisała między Los Angeles, Meksykiem, Nowym Jorkiem, Londynem a Paryżem. Dźwięki na albumie wymieszala tak, aby do siebie pasowały, a założenia muzyki pop zmodyfikowała i wzmocniła poprzez wpływy z całego świata. Słychać w niej rytmy tak różnorodne jak zouk i moombahton, a śpiew artystki w języku angielskim, francuskim, perskim i suahili nawiązuje do rhythm and bluesa. Jak stwierdziła w jednym z wywiadów: „Dorastałam wśród muzyki niezachodniej. Dlatego muzyka pop jest dla mnie czymś egzotycznym”. Wpływ na album wywarli również tacy artyści jak: Scritti Politti, Grace Jones i Sade, a także ulubione filmy artystki: Trzy kobiety Roberta Altmana i Zabójczyni Hou Hsiao-Hsiena.
Wydanie albumu zapowiadał singel „Daddy”, opublikowany 15 stycznia 2019 roku. Wraz z reżyserką Claire Arnold Lafawndah wyreżyserowała teledysk do niego. W teledysku wystąpiła wspólnie ze swoją matką, Zohreh tańcząc flamenco. Wyreżyserowała również teledysk do singla „Joseph”, utworu napisanego wspólnie z Jamie Woonem.

### Lista utworów
| Lista według Discogs: \| 01. \| Uniform \| 3:14 \| \| \| \| \| \| 02. \| Daddy \| 3:39 \| \| \| \| \| \| 03. \| Parallel \| 4:56 \| \| \| \| \| \| 04. \| Ancestor Boy \| 4:38 \| \| \| \| \| \| 05. \| Storm Chaser \| 3:15 \| \| \| \| \| \| 06. \| Vous Et Nous \| 2:03 \| \| \| \| \| \| 07. \| Waterwork \| 4:12 \| \| \| \| \| \| 08. \| Substancia \| 3:26 \| \| \| \| \| \| 09. \| Joseph \| 4:01 \| \| \| \| \| \| 10. \| Oasis \| 3:31 \| \| \| \| \| \| 11. \| Tourist \| 3:25 \| \| \| \| \| \| 12. \| I'm An Island \| 3:05 \| \| \| \| \| \| 13. \| Blueprint \| 2:13 \| \| \| \| \| \| \| \| 45:38 \| \| \| \| \| | Lista według Discogs: A1. Uniform A2. Daddy A3. Parallel B1. Ancestor Boy B2. Storm Chaser B3. Vous Et Nous C1. Waterwork C2. Substancia C3. Joseph D1. Oasis D2. Tourist D3. I'm An Island D4. Blueprint |       |
| 01. | Uniform | 3:14  |
| | |       |
| 02. | Daddy | 3:39  |
| | |       |
| 03. | Parallel | 4:56  |
| | |       |
| 04. | Ancestor Boy | 4:38  |
| | |       |
| 05. | Storm Chaser | 3:15  |
| | |       |
| 06. | Vous Et Nous | 2:03  |
| | |       |
| 07. | Waterwork | 4:12  |
| | |       |
| 08. | Substancia | 3:26  |
| | |       |
| 09. | Joseph | 4:01  |
| | |       |
| 10. | Oasis | 3:31  |
| | |       |
| 11. | Tourist | 3:25  |
| | |       |
| 12. | I'm An Island | 3:05  |
| | |       |
| 13. | Blueprint | 2:13  |
| | |       |
| | | 45:38 |
| | |       |

### Informacje o albumie
Dane według Discogs:
- wykonanie – Lafawndah
- autorzy i produkcja – Aaron David Ross, Lafawndah, Nick Weiss (utwory: A1, A2, A3, B1, B2, C1, C2, D1, D2, D3), L-Vis 1990 (A1, A2, A3, B2, C1, D2), Tamer Fahri (C2),  Aaron David Ross i Nick Weiss (C3, produkcja dodatkowa), Lafawndah (B3, C3), Jamie Woon (C3), Jenny Karr (A2, C1, D2, dodatkowa produkcja wokalna)
- autorzy – Areski Belkacem i Brigitte Fontaine (B3)
- teksty – Lafawndah (wszystkie utwory oprócz B3), Michael Bullock (dodatkowo w A2), Bonnie Banane (A3, C1), Emily King (A3), Nick Weiss (B2), Brian Rogers (C2, D2), Amanda Warner (D4), Jeremiah James i Nate Donmoyer  (D4, teksty dodatkowe)
- artyści gościnni – Patrick Belaga (A3, C3, wiolonczela), April Centrone (perkusja w A3, D1, ud w A3), Jon Hassell (A3, trąbka), Bonnie Banane (B3), Julie Byrne, Kelsey Lu (C1, D1, wokal dodatkowy), Gaika (C2, wokal dodatkowy), João Pais Filipe, Valentina Magaletti (instrumenty perkusyjne w D4), Lorely Rodriguez (D4, wykonawczyni dodatkowa)
- produkcja wykonawcza – Lafawndah
- zdjęcie na okładce – Mathilde Agius
- grafika w środku – Azzeazy
- design – Veeeky

## Odbiór

### Opinie krytyków
| Oceny łączne      | Oceny łączne |
| Publikacja        | Ocena        |
| ----------------- | ------------ |
| Album of the Year | 72/100       |
| Metacritic        | 74/100       |
| Recenzje          |              |
| Publikacja        | Ocena        |
| laut.de           | [ 6 ]        |
| Loud And Quiet    | 8/10         |
| Pitchfork         | 5.3/10       |
| The Skinny        | [ 4 ]        |
| Tiny Mix Tapes    | [ 14 ]       |

Album otrzymał średnią ocenę 72 na 100 na podstawie 5 recenzji krytycznych w podsumowaniu Album of the Year oraz 74 na 100 na podstawie 6 recenzji w podsumowaniu Metacritic .
Manuel Berger z magazynu laut.de dał albumowi maksymalną notę podkreślając, że artystka „prezentuje bardzo specyficzną, niezależną estetykę brzmienia, niezwykłą, szczególnie jak na debiutancki album. Bez obawy o kontakt porusza się pomiędzy zachodnim hip-hopem, elektroniką, popem i ambientowymi pejzażami, jednak nie karmi ich zwykłymi dźwiękami, a tradycyjnymi, orientalnymi brzmieniami i harmoniami. (...) Dzięki Ancestor Boy Lafawndah tworzy niszę, która być może nawet trochę wyprzedza ducha czasu, jednocześnie czerpiąc ze znajomych klimatów minionego tysiąclecia”.
Zdaniem Joego Gogginsa z magazynu Loud And Quiet Ancestor Boy to „ekscytująco eklektyczna i nieustannie ambitna podróż nie tylko przez jej [Lafawndah] paszport, ale także wyobraźnię, (...) to debiut o rzadko spotykanej śmiałości”.
Według Josepha Burnetta z magazynu The Quietus „być może jest nieuniknione pytanie o tożsamość  w przypadku artystki, która wywodzi się zarówno z Egiptu, jak i Iranu, dorastała między Teheranem a Paryżem, a wiele swoich ostatnich lat spędziła w Meksyku i USA. Zamiast jednak wygłaszać jawne deklaracje Lafawndah pozwala muzyce mówić najwięcej, utrzymując swoje teksty w tajemnicy, podczas gdy jej głos otoczony jest kaskadami perkusji, błyszczącymi melodiami syntezatorów i opadającym basem, zaczerpniętymi z różnych tradycji”.
„Muzyka Lafawndah jest dumnie pozbawiona korzeni” – zauważa we wstępie Stephen Kearse z magazynu Pitchfork, po czym wyjaśnia: „Twórczość tej wokalistki i producentki to labirynty gatunków i stylów, w których roi się od pułapek. Jej głos, lekki kontralt okraszony ciepłą chrypką, nadaje jej piosenkom zmysłowości, ale jest ona bardziej oszustką niż romantyczką”. 
Zdaniem Harry’ego Tafoyi z magazynu Tiny Mix Tapes płytę „nawiedzają duchy arabskich i perskich diw, gdy Lafawndah pochyla się nad dramatem i mocą swojego głosu w momentach, które zawstydziłyby mniej zaangażowaną, bardziej konwencjonalnie zachodnią piosenkarkę. Przez cały czas przywołuje wspomnienia śpiewaczek takich jak Umm Kulsum, których bujne, intensywne piosenki nie były ograniczone surowością angielskiej struktury piosenki pop, ale unosiły się przez ponad pół godziny, zanim spadły i osiągnęły punkt kulminacyjny w zachwycie.
W ocenie Eugenie Johnson z magazynu The Skinny Ancestor Boy „jest często potężny i przepełniony dźwiękiem, ale nigdy nie odczuwany jako przytłaczający, ponieważ jest konsekwentnie zaskakujący i głęboko wciągający. Trudno nie zanurzyć się w muzycznej wizji Lafawndah”.

### Wyróżnienia
Album znalazł się na liście najlepszych albumów 2019 roku (2019’s Best Albums), zestawionej przez redakcję magazynu Resident Advisor, z komentarzem: „jej debiutancki album jest jak dotąd najbardziej sugestywnym projektem, z łagodnymi, ale odważnymi sentymentami na temat geografii, tożsamości i intymności”.